# Diocèse de Middelbourg
Le diocèse de Middelbourg est un ancien diocèse de l'archidiocèse d'Utrecht. Il est érigé le 12 mai 1559 avec la bulle Super universas et supprimé le 26 mai 1603.
Il est rétabli en tant que siège titulaire en février 2018.

## Histoire
Le christianisme est déjà pratiqué en Zélande à l'époque de la maison mérovingienne. Selon la tradition, les saints Éloi de Noyon, Bavon de Gand et Willibrord d'Utrecht y prêchent l'Évangile. La région est divisée entre les diocèses d'Utrecht, de Liège et de Tournai.
En 1559, à la demande du roi d'Espagne Philippe II, le pape Paul IV réorganise les diocèses des Pays-Bas. Par la bulle Super universas, le diocèse de Middelbourg est érigé le 12 mai 1559 et nommé suffragant de l'archidiocèse d'Utrecht. 
En 1561, le pape Pie IV nomme Nicolaas de Castro comme premier évêque du diocèse. Il était auparavant chanoine à la faculté de théologie de l'université de Louvain et abbé de l'abbaye de Middelbourg. L'église Saint-Pierre (ou Noordmonsterkerk) de Middelbourg reçoit le titre de cathédrale, et le château de Westhove (en) (Kasteel Westhove) devient la résidence de l'évêque.
En août 1566, l'église paroissiale de l'abbaye est détruite par des iconoclastes. Nicolaas De Castro rédige un rapport en 1569 à la demande de Ferdinand Alvare de Tolède, à la suite d'une inspection des écoles de la Zélande.
Après le déclenchement de la révolte contre l'occupation espagnole, Middelbourg se range du côté des Espagnols. Pendant le siège de la ville, en mai 1573, De Castro meurt de dysenterie. Joannes van Strijen lui succède, mais ne réside jamais dans son diocèse. En 1574, le commandant espagnol Mondragon doit se rendre à Guillaume d'Orange après un siège de deux ans. À la suite de la chute de la ville, les autorités catholiques se réfugient à Anvers et les protestants prennent possession de la cathédrale. Cela met fin de facto à la brève existence du diocèse de Middelbourg. L'évêque Van Strijen meurt à Louvain en 1594.
Le troisième évêque est Charles Philippe de Rodoan (Karel Filips de Rodoan) consacré en 1600, sans qu'il puisse prendre possession du siège, la ville étant occupée par les rebelles. En 1602, il est proposé comme évêque de Bruges, et sa nomination est confirmée par le pape quand le diocèse est formellement dissous le 26 mai 1603. 
Le territoire du diocèse est ajouté à la juridiction de la mission de Hollande en 1622.
Avec la rétablissement de la hiérarchie épiscopale aux Pays-Bas en 1853, la zone de l'ancien diocèse est incorporée au diocèse rétabli de Haarlem. Lors d'un réarrangement en 1955, la région rejoint le diocèse de Breda.